# Distillazione sottovuoto
La distillazione sottovuoto è un metodo di separazione tra sistemi omogenei come la distillazione classica con la particolarità che essa viene svolta sotto vuoto.
Essa si utilizza in due casi:
- Quando si ha bisogno di separare elementi con alta temperatura di ebollizione: in questo caso si sfrutta il fatto che liquido può bollire quando la sua pressione eguaglia quella atmosferica.
- Quando si ha bisogno di separare elementi termolabili, ovvero che si degradano con il calore, solo in caso non sia possibile un altro metodo di separazione.

## Apparecchiatura

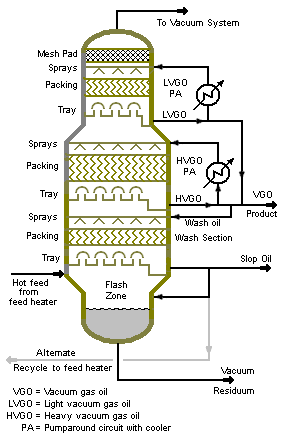
Schema di una colonna di distillazione sotto vuoto del petrolio

L'apparecchiatura per la distillazione sottovuoto è simile a quella per la distillazione classica (a pressione atmosferica). L'apparecchiatura è però stagna, ovvero isolata dall'aria e dalla pressione esterna.
Il vuoto viene creato e mantenuto da una pompa a vuoto (spesso di tipo turbo-molecolare o per basse pressioni negative anche pompe ad acqua "Venturi") collegata al apparecchio tramite tubazioni rigide o per gas; alle tubazioni per il vuoto viene applicato spesso un vacuometro per verificare la pressione negativa presente al interno ed un piccolo regolatore per immettere aria o un altro gas (inerte) se si esegue su sostanze che reagiscono con l'aria per controllare il vuoto e evitare quindi l'implosione dell'impianto. Come ulteriore sicurezza è previsto che l'impianto sia protetto da uno schermo protettivo.

## Applicazioni industriali
Un'applicazione particolarmente importante di questo processo si ha nella raffinazione del petrolio.
Si usa la distillazione sottovuoto per trattare idrocarburi pesanti, la cui temperatura di ebollizione a pressione atmosferica è così elevata (tipicamente oltre i 370-380 °C circa) che la carica subirebbe piroscissione prima di vaporizzare, formando carbon coke. Per ovviare a questo inconveniente, si tiene la temperatura sotto questo tetto e si mantiene la pressione all'interno della colonna notevolmente al di sotto della pressione atmosferica (per esempio 0,1 atm).